# Deanův–Dixonův test
Deanův–Dixonův test nebo také Q-test je jednoduchý test pro posouzení výsledků stanovení v analytické chemii a vyloučení hrubých chyb. Q-test se obvykle provádí pro 3 až 10 stanovení.

## Postup při testu
Výsledky stanovení se nejdříve vzestupně seřadí:

x1 ≤ x2 ≤ x3 ≤ xn
Dle těchto hodnot se následně určí variační rozpětí – rozdíl mezi nejvyšší a nejnižší stanovenou hodnotou.
{{{1}}}
Následně se určí tzv. Q minimální tak, že se vypočítá rozdíl mezi druhou a první nejnižší hodnotou stanovení a výsledek se vydělí variačním rozpětím.
| {\displaystyle Q_{min}={\frac {x_{2}-x_{1}}{R}}} | \| \| \| \| \| \| \| \| |  |
|                                                  |                         |  |
|                                                  |                         |  |

Podobným způsobem se určí Q maximální – vypočítá se rozdíl mezi dvěma nejvyššími hodnotami stanovení a výsledek se vydělí variačním rozpětím.
| {\displaystyle Q_{max}={\frac {x_{n}-x_{n-1}}{R}}} | \| \| \| \| \| \| \| \| |  |
|                                                    |                         |  |
|                                                    |                         |  |

Obě hodnoty se porovnají s tzv. Q kritickým, přičemž hodnota Q minimálního i Q maximálního musí být menší než hodnota Q kritického.
Pokud je Q minimální větší nebo rovno Q kritickému, vyřadí se nejmenší výsledek stanovení (x1). Pokud je Q maximální větší nebo rovno Q kritickému, vyřadí se nejvyšší výsledek stanovení (Qn). Následně se celý postup opakuje.

## Q kritické
Hodnota Q kritického se liší podle počtu stanovení a zvolené hladiny spolehlivosti).
| Počet stanovení n | Qkr CL: 90% |
| ----------------- | ----------- |
| 3                 | 0,941       |
| 4                 | 0,765       |
| 5                 | 0,642       |
| 6                 | 0,560       |
| 7                 | 0,507       |
| 8                 | 0,468       |
| 9                 | 0,437       |
| 10                | 0,412       |

| Počet stanovení n | Qkr CL: 95% |
| ----------------- | ----------- |
| 3                 | 0,970       |
| 4                 | 0,829       |
| 5                 | 0,710       |
| 6                 | 0,625       |
| 7                 | 0,568       |
| 8                 | 0,526       |
| 9                 | 0,493       |
| 10                | 0,466       |

## Příklad
Při pěti stanoveních koncentrace byly zjištěny hodnoty 0,0195 mol·dm−3, 0,0181 mol·dm−3, 0,0196 mol·dm−3, 0,0194 mol·dm−3 a 0,0195 mol·dm−3.

Hodnoty seřadíme:

{{{1}}}

Určíme variační rozpětí:

{{{1}}}

Vypočítáme Q minimální:

| {\displaystyle Q_{min}={\frac {0,0194-0,0181}{0,0015}}} | \| \| \| \| \| \| \| \| |  |
|                                                         |                         |  |
|                                                         |                         |  |

| {\displaystyle Q_{min}=0,867} | \| \| \| \| \| \| \| \| |  |
|                               |                         |  |
|                               |                         |  |

Vypočítáme Q maximální:

| {\displaystyle Q_{max}={\frac {0,0196-0,0195}{0,0015}}} | \| \| \| \| \| \| \| \| |  |
|                                                         |                         |  |
|                                                         |                         |  |

| {\displaystyle Q_{max}=0,067} | \| \| \| \| \| \| \| \| |  |
|                               |                         |  |
|                               |                         |  |

Tabulková hodnota Q kritického pro 5 stanovení je 0, 642. Hodnota Q maximálního je menší než 0, 642, což je v pořádku. Hodnota Q minimálního je ale větší než 0, 642 je větší, proto vyřadíme výsledek stanovení s nejnižší hodnotou.

Nyní celý postup opakujeme:

Hodnoty seřadíme (hodnotu 0, 0181 jsme vyloučili):

{{{1}}}

Určíme variační rozpětí:

{{{1}}}

Vypočítáme Q minimální:

| {\displaystyle Q_{min}={\frac {0,0195-0,0194}{0,0002}}} | \| \| \| \| \| \| \| \| |  |
|                                                         |                         |  |
|                                                         |                         |  |

| {\displaystyle Q_{min}=0,500} | \| \| \| \| \| \| \| \| |  |
|                               |                         |  |
|                               |                         |  |

Vypočítáme Q maximální:

| {\displaystyle Q_{max}={\frac {0,0196-0,0195}{0,0002}}} | \| \| \| \| \| \| \| \| |  |
|                                                         |                         |  |
|                                                         |                         |  |

| {\displaystyle Q_{min}=0,500} | \| \| \| \| \| \| \| \| |  |
|                               |                         |  |
|                               |                         |  |

Nyní musíme hodnoty Q porovnávat s Q kritickým pro 4 stanovení, které je 0, 765. Hodnota Q minimálního i Q maximálního je nižší než 0, 765 – test je dokončen.

Q test nám vyloučil hodnotu 0,0181 mol·dm−3, ze zbývajících výsledků proto můžeme vypočítat průměr, který nebude zatížený hrubou chybou.